# Oliver Pybus
Oliver George Pybus (nascido em 1974) é um biólogo britânico. Ele é professor de evolução e doenças infecciosas na Universidade de Oxford e professor de doenças infecciosas no Royal Veterinary College. Ele também é editor-chefe do Virus Evolution e co-director do Oxford Martin School Program for Pandemic Genomics. Ele é conhecido pelo seu trabalho sobre a evolução e epidemiologia dos vírus e por ajudar a estabelecer o campo da filodinâmica. Em reconhecimento pelo seu trabalho, ele recebeu vários prémios, incluindo a Medalha Científica da Sociedade Zoológica de Londres em 2009, o Prémio Daiwa Adrian em 2010, um Prémio ERC Consolidator em 2014 e a Medalha Mary Lyon da Sociedade de Genética em 2019.